# Pays d'Aubagne et de l'Étoile
Le pays d'Aubagne et de l'Étoile est un territoire de la métropole d'Aix-Marseille-Provence. 
Le territoire comprend les 12 communes précédemment membres de la communauté d'agglomération du pays d'Aubagne et de l'Étoile qui a fusionné au sein de la métropole le 1er janvier 2016.

## Communes membres
Le territoire du pays d'Aubagne et de l'Étoile est créé par un décret du 23 novembre 2015. Il comprend les 12 communes qui étaient jusqu'au 1er janvier 2016 membres de la communauté d'agglomération du pays d'Aubagne et de l'Étoile.
| Commune               | Population | Conseillers |
| --------------------- | ---------- | ----------- |
| Aubagne               | 45 290     | 5           |
| Auriol                | 11 417     | 1           |
| Belcodène             | 1 909      | 1           |
| Cadolive              | 2 135      | 1           |
| Cuges-les-Pins        | 4 977      | 1           |
| La Bouilladisse       | 6 056      | 1           |
| La Destrousse         | 3 320      | 1           |
| La Penne-sur-Huveaune | 6 338      | 1           |
| Peypin                | 5 465      | 1           |
| Roquevaire            | 8 857      | 1           |
| Saint-Savournin       | 3 266      | 1           |
| Saint-Zacharie (Var)  | 5 245      | 1           |

## Administration

### Conseil de territoire
Le conseil de territoire comprend 16 membres qui siègent également au sein du conseil métropolitain. Jusqu'aux élections de 2020, le conseil de territoire comptait également les conseillers précédemment membres du conseil communautaire du Pays d'Aubagne et de l'Étoile,,.

### Exécutif
Le conseil de territoire élit son président et peut élire jusqu'à 5 vice-présidents,.
|   | Nom | Nom                   | Parti | Date      | Autres mandats                   |
| - | --- | --------------------- | ----- | --------- | -------------------------------- |
| 1 |     | Alain Belviso         | COM   | 2001-2011 | Conseiller municipal d'Aubagne   |
| 2 |     | Magalie Giovannangeli | PCF   | 2011-2016 | Conseillère municipale d'Aubagne |
| 3 |     | Sylvia Barthélémy     | UDI   | 2016-2020 | Conseillère municipale d'Aubagne |
| 4 |     | Serge Perottino       | DVD   | 2020-2022 | Maire de Cadolive                |

### Compétences
À la différence de la communauté d'agglomération précédente ou des territoires de la métropole du Grand Paris, le territoire du pays d'Aubagne et de l'Étoile n'a pas de personnalité morale : c'est un organe déconcentré qui agit pour le compte du conseil de la métropole.
Le conseil de territoire émet des avis aux questions soumises au conseil métropolitain et reçoit — de manière obligatoire de 2016 à 2020, puis selon le vote du conseil métropolitain à partir de 2020 — l'exercice de certaines compétences de la métropole. 
Le territoire et le conseil métropolitain sont liés par « un pacte de gouvernance, financier et fiscal » adopté à la majorité des deux tiers par le conseil de territoire. Ce pacte définit la stratégie dans l'exercice des compétences, les relations financières et la gestion du personnel,.